# Oxyopes ningxiaensis
Oxyopes ningxiaensis là một loài nhện trong họ Oxyopidae.
Loài này thuộc chi Oxyopes. Oxyopes ningxiaensis được Guo Tang & Da-xiang Song miêu tả năm 1990.